# Alchemilla stemmatophylla
Alchemilla stemmatophylla é uma espécie de rosácea do gênero Alchemilla, pertencente à família Rosaceae.